# مايك بيكر (لاعب الجسر)
مايك بيكر (بالإنجليزية: Mike Becker)‏ هو لاعب الجسر ‏ أمريكي، ولد في 1943.